# 리모 1봉

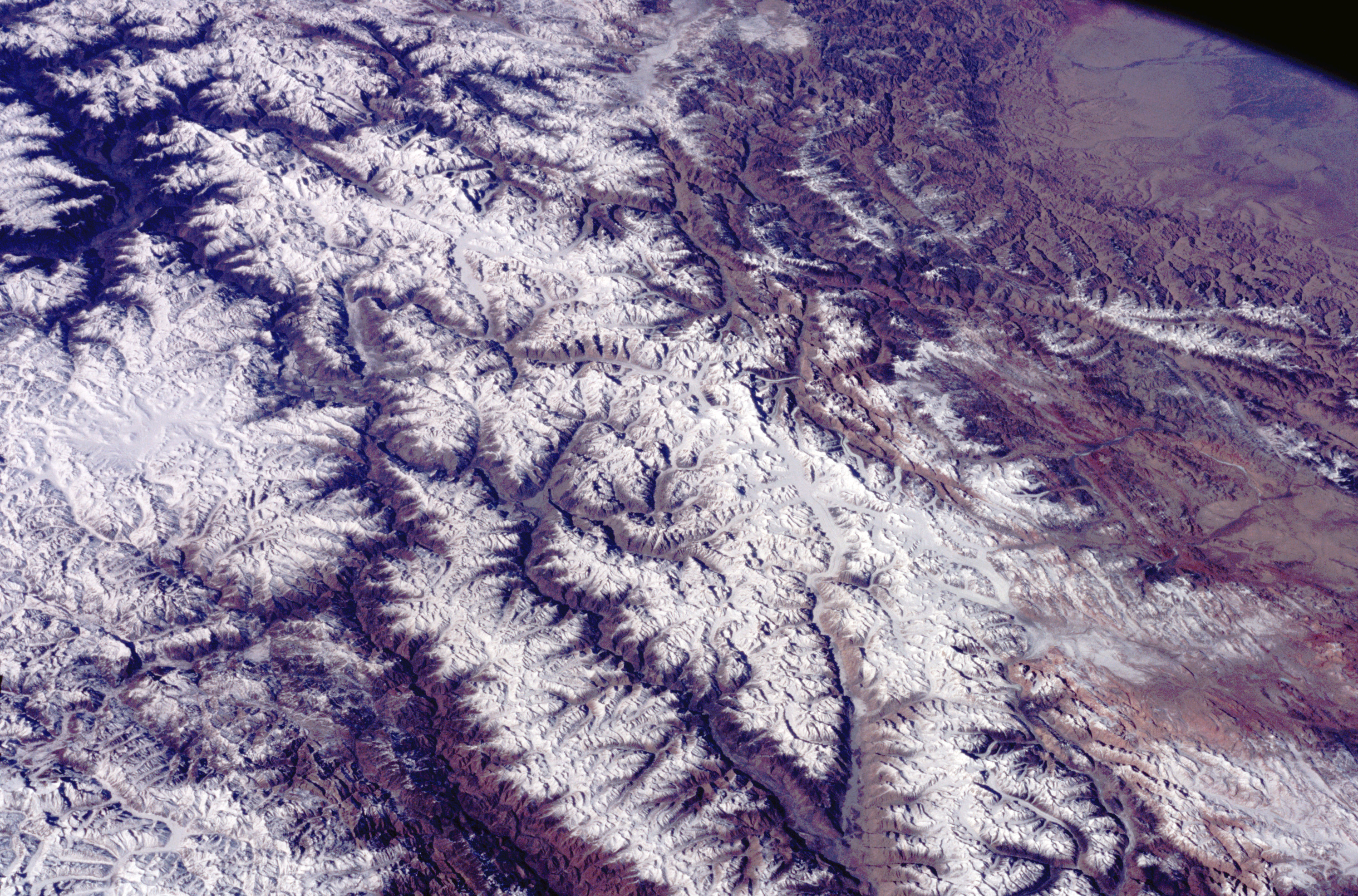

리모 1봉(Rimo I)은 7,385m의 고도를 가진 리모 산군의 주요 정상이다. 카라코람산맥의 가까운 거리인 리모 무즈타흐의 북부에 있다. 시아첸 빙하의 말단부에서 북동쪽으로 약 20km 떨어진 곳에 있으며, 세계에서 71번째로 높은 산이다. 리모는 "줄무늬 산"을 의미한다.  여기에서 시작된 리모 빙하는 Shyok강으로 흘러나간다
카라코람 동부의 중심부에 있는 외딴 위치 때문에 리모는 거의 알려지지 않아 20세기까지 사람들의 발길이 드물었다. 탐험가 필리포 드 필리피와 필립, 제니 비서는 각각 1914년과 1929년에 이 지역을 방문했다. 리모 산군이 있는 인도와 파키스탄의 경계 지역은 현재도 고립되어 있는데 특히 인근 시아첸 빙하 인근의 정치군사적 상황으로 인해 인도 정부에서 접근을 통제하고 있다.

## 봉우리
| 봉우리   | 높이 m (ft)         | 돌출 높이 m (ft) | 위치                                                              |
| -------- | ------------------- | ---------------- | ----------------------------------------------------------------- |
| 리모 2봉 | 7,373 m (24,190 ft) | 73 m (240 ft)    | 북위 35° 21′ 동경 77° 22′  / 북위 35.350° 동경 77.367°            |
| 리모 3봉 | 7,233 m (23,730 ft) | 615 m (2,018 ft) | 북위 35° 22′ 31″ 동경 77° 21′ 42″ / 북위 35.37528° 동경 77.36167° |
| 리모 4봉 | 7,169 m (23,520 ft) | 329 m (1,079 ft) | 북위 35° 23′ 동경 77° 23′  / 북위 35.383° 동경 77.383°            |
| 리모 5봉 | 6,882 m (22,579 ft) | 262 m (860 ft)   | 북위 35° 24′ 동경 77° 23′  / 북위 35.400° 동경 77.383°            |
| 리모 6봉 | 6,846 m (22,461 ft) | 446 m (1,463 ft) | 북위 35° 25′ 동경 77° 23′  / 북위 35.417° 동경 77.383°            |

## 같이 보기
- 세계의 고산 목록